# طوطی سیاه
طوطی سیاه (نام علمی: Coracopsis) نام یک سرده از تیره طوطیان است.
از نام vasa parrot نیز برای vasa طوطی بزرگتر استفاده می شود.
طوطی‌های سیاه یا وازا (Coracopsis) چهار گونه طوطی است که بومی ماداگاسکار و جزایر دیگر در غرب اقیانوس هند است.
برخی از پرنده شناسان قبلاً این جنس را در ماسکارینوس قرار می دادند ، اما اکنون تصور می شود که این نتایج براساس نتایج یک مطالعه ژنتیکی بسیار ناقص و بعدها نقض شده است. 